# 萬福寺 (宇治市)
萬福寺（まんぷくじ）是位在日本京都府宇治市的寺院，黃檗宗大本山。山號「新黃檗」（おうばくさん）。本尊釋迦如來、開基（創立者）為隱元隆琦，日本近世以前的佛教各派中最晚開宗之寺院。由於是中國明代福建出身的僧人隱元開山所建，從建築物、佛像、儀式到精進料理，都是中國風格，有著與一般日本寺廟不同的景觀。

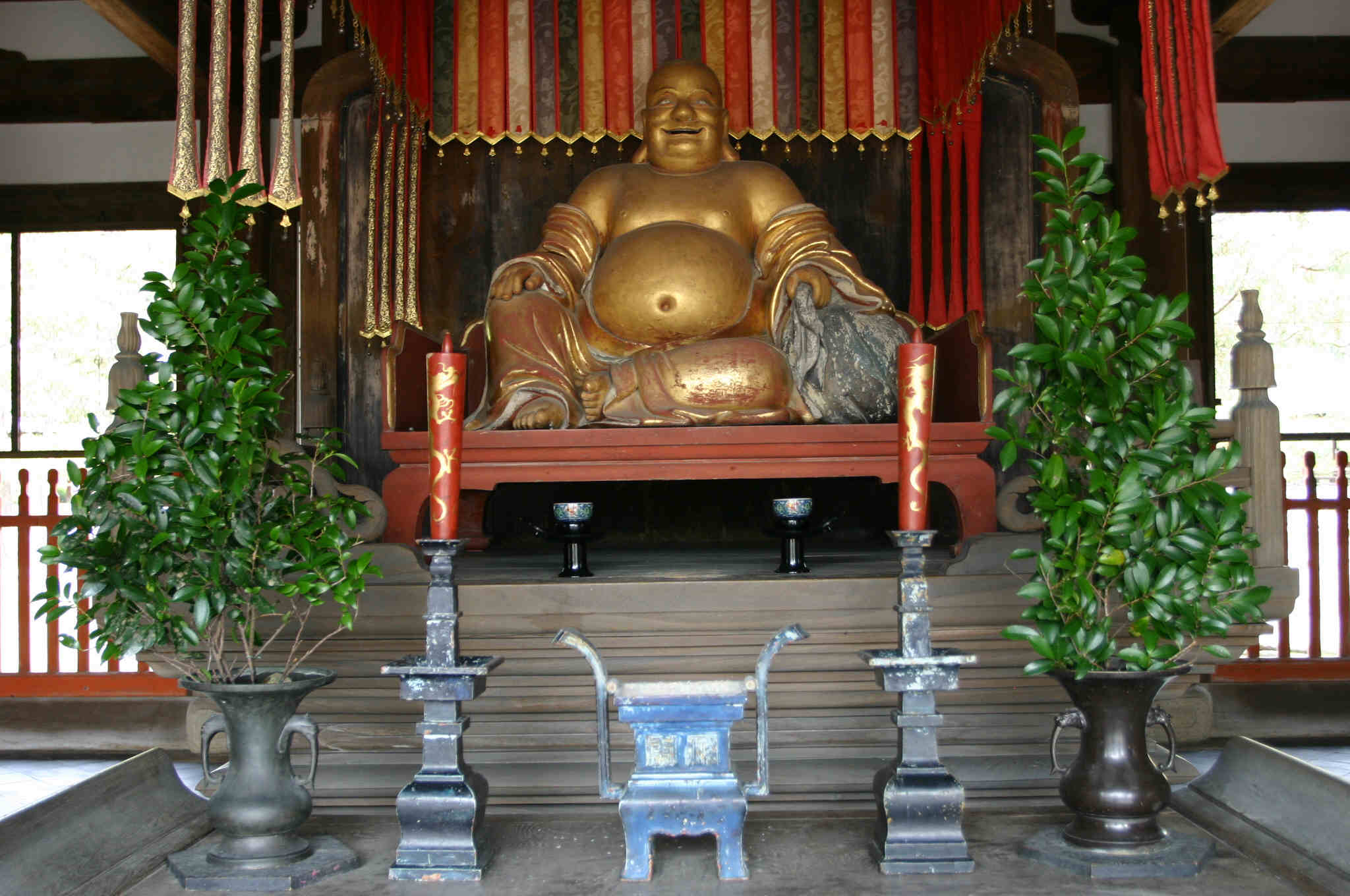
布袋尊坐像

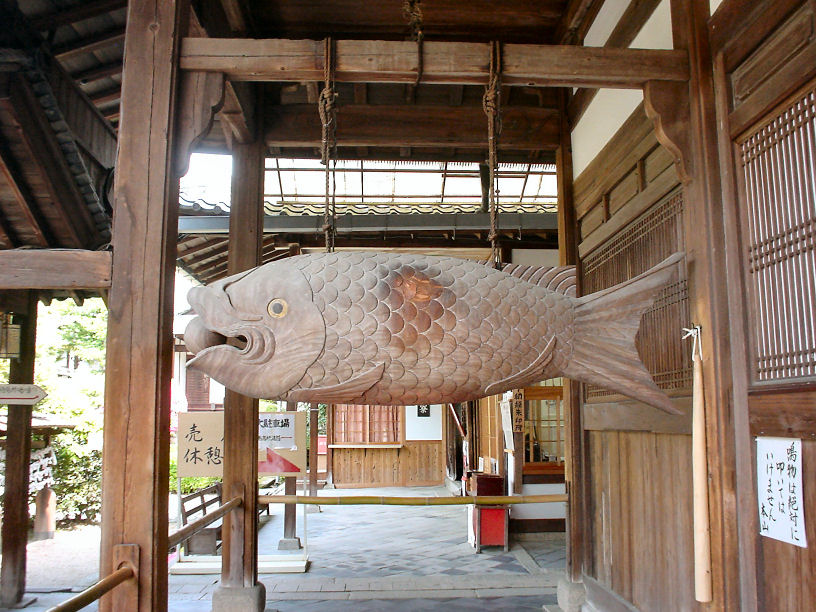
魚梆

## 關連項目
- 煎茶道
- 都七福神

## 外部連結
- 黄檗山萬福寺 （页面存档备份，存于）